# Sonnet (KDE)
Sonnet is een meertalig spellingcontroleprogramma van KDE. Het is een onderdeel van KDE Frameworks 5 en KDE Software Compilation 4. Sonnet verving kspell2 dat gemaakt was voor KDE3. De twee belangrijkste doelen voor de ontwikkeling van Sonnet waren een eenvoudigere API, ruimere ondersteuning voor talen en betere prestaties. Opmerkelijke verbeteringen in Sonnet ten opzichte van kspell2 zijn:
- Automatische taaldetectie, een taal kan worden geïdentificeerd met slechts 20 tekens tekst. Zelfs meerdere talen in hetzelfde document kunnen worden gedetecteerd en correct op spelling worden gecontroleerd.
- Betere prestaties.
- Verbeteringen in spellingcontrole van talen als het Thai en het Japans.
- Eenvoudiger ontwerp, kspell2 bestond uit 7 componenten en een ingewikkelde API. Sonnet is een enkele component en streeft naar het aanbieden van een eenvoudigere API.
- De gebruiker kan een primair en een secundair woordenboek selecteren; als voorbeeld werd een arts gegeven die vaak termen uit een medisch woordenboek gebruikt. Woorden die niet zouden voorkomen in een gewoon woordenboek zouden worden gecorrigeerd door het secundaire woordenboek dat medische termen bevat.